# Xã Bedminster, Quận Bucks, Pennsylvania
Xã Bedminster (tiếng Anh: Bedminster Township) là một xã thuộc quận Bucks, tiểu bang Pennsylvania, Hoa Kỳ. Năm 2010, dân số của xã này là 6.574 người.